# Эбби Далтон
Эбби Далтон (англ. Abby Dalton, наст. имя Марлен Уэсден; 15 августа 1932, Лас-Вегас, Невада — 23 ноября 2020, Лос-Анджелес, Калифорния) — американская актриса, известная благодаря ролям на телевидении.

## Жизнь и карьера
Марлен Уэсден родилась в Лас-Вегасе, штат Невада. Взяв псевдоним Эбби Далтон, она дебютировала на большом экране в 1957 году, с главной роли в фильме «Рок всю ночь» и в последующие десятилетия активно появлялась на телевизионных экранах. Она появилась как приглашенная звезда во многих вестернах, включая «Мэверик». В дальнейшем она появлялась в ситкомах «Три моих сына», «Няня и профессор» и «Любовь по-американски».
Далтон добилась наибольшей известности по главным женским ролям в классических ситкомах «Хеннеси» (CBS, 1959—1962), которая принесла ей номинацию на премию «Эмми», и по «Шоу Джои Бишопа» (NBC, 1962—1965). В 1974 году она получила роль жены в ситкоме ABC «Барни Миллер», но была уволена и заменена на Барбару Бэрри после пилотного эпизода.
С 1981 по 1986 год Далтон снималась в прайм-тайм мыльной опере CBS «Фэлкон Крест», играя старшую дочь персонажа Джейн Уайман. После ухода из сериала она была приглашенной звездой в «Она написала убийство» и «Отель».
Далтон была замужем дважды, у неё трое детей от первого брака. Её дочь, актриса Кэтлин Кинмонт, была замужем за Лоренцо Ламасом, сыном Далтон в «Фэлкон Крест».

## Избранная фильмография
| Год       |   | Русское название                                                            | Оригинальное название                                                                | Роль                                    |
| --------- | - | --------------------------------------------------------------------------- | ------------------------------------------------------------------------------------ | --------------------------------------- |
| 1957      | ф | Сага о женщинах-викингах и об их путешествии к водам Великого морского змея | The Saga of the Viking Women and Their Voyage to the Waters of the Great Sea Serpent | Десир, предводительница женщин-викингов |
| 1957      | ф | Рок всю ночь                                                                | Rock All Night                                                                       | Джули                                   |
| 1958      | ф | Распутные девки                                                             | Girls on the Loose                                                                   | Агнес Кларк                             |
| 1958      | ф | Засада на улице наркоты                                                     | Stakeout on Dope Street                                                              | Кэти                                    |
| 1958      | с | Есть оружие — будут путешествия                                             | Have Gun — Will Travel                                                               | Мег Уэллман                             |
| 1959      | с | Мэверик                                                                     | Mavericke                                                                            | Керри Кристиансон                       |
| 1959      | с | Майк Хаммер                                                                 | Mike Hammer                                                                          | Стейси Ли                               |
| 1959—1962 | с | Хеннеси                                                                     | Hennesey                                                                             | лейтенант Марта Хейл                    |
| 1966      | ф | Житель равнин                                                               | The Plainsman                                                                        | Бедовая Джейн                           |
| 1976      | с | Уолтоны                                                                     | The Waltons                                                                          | Стелла Льюис                            |
| 1981—1986 | с | Фэлкон Крест                                                                | Falcon Crest                                                                         | Джулия Камсон                           |
| 1983—1984 | с | Лодка любви                                                                 | The Love Boat                                                                        | Марта Паркер / Эллен Бейкер             |
| 1983—1987 | с | Отель                                                                       | Hotel                                                                                | Лора Карпентер / Хелен Скофилд          |
| 1986      | с | Она написала убийство                                                       | Murder, She Wrote                                                                    | Джудит Китс                             |
| 1994      | ф | Киборг-охотник                                                              | Cyber Tracker                                                                        | шеф Олсон                               |
| 1998      | ф | Бак и волшебный браслет                                                     | Buck and the Magic Bracelet                                                          | Ма Далтон                               |